# Frank James Burke
Frank James Burke-Conway (1960 sau 1961 , Rockaway , Queens - 18 mai 1987 , Cypress Hill , Brooklyn , Statele Unite) a fost fiul mafiotului Jimmy Burke fiind totodată asociat al familiei mafiote Gambino . 
Frank James Burke a fost găsit de către NYPD împușcat mortal în față la 1043 Liberty Avenue în Cypres Hill , Brooklyn la 2:30 a. m. pe 18 mai 1987 . Deși participant și el la jaful de la Lufthansa , se presupune că moartea sa nu a avut de a face cu acest incident ci mai degrabă cu propria sa dependență de heroină . 